# 60. Tony-gála
A 60. Tony-gála a 2005/2006-os szezon legjobb Broadway színházi alakításait értékelte. A díjátadót 2006. június 11-én tartották a New York-i Radio City Music Hallban, a műsor ezúttal házigazda nélkül zajlott le. A ceremóniát a CBS televízióadó közvetítette élőben, a jelöltek listáját Natasha Richardson, Phylicia Rashad és Liev Schreiber jelentette be 2006. május 16-án.

## Győztesek és jelöltek
A nyertesek félkövérrel jelölve.
| Legjobb színdarab | Legjobb musical |
| --- | --- |
| - The History Boys – Alan Bennett - Alhangya – Martin McDonagh - Rabbit Hole – David Lindsay-Abaire - Shining City – Conor McPherson | - Jersey Boys - Bíborszín - The Drowsy Chaperone - The Wedding Singer |
| Legjobb színdarab újra a színpadon | Legjobb musical újra a színpadon |
| - Awake and Sing! - Talpig úriasszony - Hitgyógyász - Tengertánc | - The Pajama Game - Sweeney Todd, a Fleet Street démoni borbélya - Koldusopera |
| Legjobb férfi főszereplő színdarabban | Legjobb női főszereplő színdarabban |
| - Richard Griffiths – The History Boys (Hector) - Ralph Fiennes – Hitgyógyász (Frank) - Željko Ivanek – Zendülés a Caine hajón (Phillip Francis Queeg) - Oliver Platt – Shining City (John) - David Wilmot – Alhangya (Padraic)                                                                | - Cynthia Nixon – Rabbit Hole (Becca Corbett) - Kate Burton – Talpig úriasszony (Constance Culver Middleton) - Judy Kaye – Souvenir (Florence Foster Jenkins) - Lisa Kron – Well (Lisa Kron) - Lynn Redgrave – Talpig úriasszony (Mrs. Culver)                                                                |
| Legjobb férfi főszereplő musicalben | Legjobb női főszereplő musicalben |
| - John Lloyd Young – Jersey Boys (Frankie Valli) - Michael Cerveris – Sweeney Todd, a Fleet Street démoni borbélya (Sweeney Todd) - Harry Connick Jr. – The Pajama Game (Sid Sorokin) - Stephen Lynch – The Wedding Singer (Robbie Hart) - Bob Martin – The Drowsy Chaperone (Férfi a székben) | - LaChanze – Bíborszín (Celie Harris Johnson) - Sutton Foster – The Drowsy Chaperone (Janet Van De Graaff) - Patti LuPone – Sweeney Todd, a Fleet Street démoni borbélya (Mrs. Lovett) - Kelli O'Hara – The Pajama Game (Catherine 'Babe' Williams) - Chita Rivera – Chita Rivera: The Dancer's Life (Önmaga) |
| Legjobb férfi mellékszereplő színdarabban | Legjobb női mellékszereplő színdarabban |
| - Ian McDiarmid – Hitgyógyász (Teddy) - Samuel Barnett – The History Boys (Posner) - Domhnall Gleeson – Alhangya (Davey) - Mark Ruffalo – Awake and Sing! (Moe Axelrod) - Pablo Schreiber – Awake and Sing! (Ralph Berger)                                                                     | - Frances de la Tour – The History Boys (Mrs. Lintott) - Tyne Daly – Rabbit Hole (Nat) - Jayne Houdyshell – Well (Ann) - Alison Pill – Alhangya (Mairead) - Zoë Wanamaker – Awake and Sing! (Bessie Berger)                                                                                                   |
| Legjobb férfi mellékszereplő musicalben | Legjobb női mellékszereplő musicalben |
| - Christian Hoff – Jersey Boys (Tommy DeVito) - Danny Burstein – The Drowsy Chaperone (Aldolpho) - Jim Dale – Koldusopera (Mr. Peachum) - Brandon Victor Dixon – Bíborszín (Harpo) - Manoel Felciano – Sweeney Todd, a Fleet Street démoni borbélya (Tobias)                                   | - Beth Leavel – The Drowsy Chaperone (The Drowsy Chaperone) - Carolee Carmello – Lestat (Gabrielle de Lioncourt) - Felicia P. Fields – Bíborszín (Sofia Johnson) - Megan Lawrence – The Pajama Game (Gladys Hotchkiss) - Elisabeth Withers – Bíborszín (Shug Avery)                                           |
| Legjobb szövegkönyv musicalben | Legjobb eredeti zene |
| - Bob Martin, Don McKellar – The Drowsy Chaperone - Marsha Norman – Bíborszín - Marshall Brickman, Rick Elice – Jersey Boys - Chad Beguelin, Tim Herlihy – The Wedding Singer | - The Drowsy Chaperone – Lisa Lambert, Greg Morrison (zene és dalszöveg) - Bíborszín – Brenda Russell, Allee Willis, Stephen Bray (zene és dalszöveg) - The Wedding Singer – Matthew Sklar (zene), Chad Beguelin (dalszöveg) - The Woman in White – Andrew Lloyd Webber (zene), David Zippel (dalszöveg)      |
| Legjobb díszlettervezés színdarabban | Legjobb díszlettervezés musicalben |
| - Bob Crowley – The History Boys - John Lee Beatty – Rabbit Hole - Santo Loquasto – Három esős nap - Michael Yeargan – Awake and Sing! | - David Gallo – The Drowsy Chaperone - John Lee Beatty – Bíborszín - Derek McLane – The Pajama Game - Klara Zieglerova – Jersey Boys |
| Legjobb jelmeztervezés színdarabban | Legjobb jelmeztervezés musicalben |
| - Catherine Zuber – Awake and Sing! - Michael Krass – Talpig úriasszony - Santo Loquasto – Egy igazi úr - Catherine Zuber – Tengertánc | - Gregg Barnes – The Drowsy Chaperone - Susan Hilferty – Lestat - Martin Pakledinaz – The Pajama Game - Paul Tazewell – Bíborszín |
| Legjobb látványtervezés színdarabban | Legjobb látványtervezés musicalben |
| - Mark Henderson – The History Boys - Christopher Akerlind – Awake and Sing! - Paul Gallo – Három esős nap - Mark Henderson – Hitgyógyász | - Howell Binkley – Jersey Boys - Ken Billington, Brian Monahan – The Drowsy Chaperone - Natasha Katz – Tarzan - Brian MacDevitt – Bíborszín. |
| Legjobb színdarabrendező | Legjobb musicalrendező |
| - Nicholas Hytner – The History Boys - Wilson Milam – Alhangya - Bartlett Sher – Awake and Sing! - Daniel Sullivan – Rabbit Hole | - John Doyle – Sweeney Todd, a Fleet Street démoni borbélya - Kathleen Marshall – The Pajama Game - Des McAnuff – Jersey Boys - Casey Nicholaw – The Drowsy Chaperone |
| Legjobb koreográfia | Legjobb zenekar |
| - Kathleen Marshall – The Pajama Game - Rob Ashford – The Wedding Singer - Donald Byrd – Bíborszín - Casey Nicholaw – The Drowsy Chaperone | - Sarah Travis – Sweeney Todd, a Fleet Street démoni borbélya - Larry Blank – The Drowsy Chaperone - Dick Lieb, Danny Troob – The Pajama Game - Steve Orich – Jersey Boys |

### Különdíjak
- A legjobb körzeti színház: Intiman Theatre Festival, Seattle, Washington
- Színházi életműdíj: Harold Prince
- Tony-különdíj: Sarah Jones – Bridge & Tunne

## Előadott számok
- Bíborszín ("Hell No!" — Felicia P. Fields, La Chanze)
- The Drowsy Chaperone ("Show Off" — Sutton Foster, Bob Martin)
- Jersey Boys ("Can't Take My Eyes Off of You", "Who Loves You?" — John Lloyd Young, Christian Hoff, Daniel Reichard, J. Robert Spencer)
- The Wedding Singer ("It's Your Wedding Day" — Stephen Lynch)
- The Pajama Game ("There Once Was a Man", "Hernando's Hideaway" — Harry Connick Jr., Kelli O'Hara, Harry Connick, Jr., Megan Lawrence)
- Sweeney Todd ("The Ballad of Sweeney Todd", "The Worst Pies in London", "My Friends" — Manoel Felciano, Michael Cerveris, Patti LuPone)
- Koldusopera ("The Ballad of the Pimp" — Alan Cumming, Cyndi Lauper)

## Műsorvezetők
A gálán az alábbi műsorvezetők működtek közre:
- Lauren Ambrose
- Julie Andrews
- Hank Azaria
- Harry Belafonte
- Kristen Bell
- Norbert Leo Butz
- Victoria Clark
- Glenn Close
- Harry Connick, Jr.
- Barbara Cook
- Jim Dale
- Christine Ebersole
- Ralph Fiennes[4]
- Harvey Fierstein
- Ana Gasteyer
- Joanna Gleason
- Marcia Gay Harden
- Neil Patrick Harris
- Hal Holbrook
- Bill Irwin
- James Earl Jones
- T. R. Knight
- Frank Langella
- Josh Lucas
- Julianna Margulies
- Eric McCormack[4]
- Audra McDonald
- Michael McKean
- S. Epatha Merkerson
- Brian Stokes Mitchell
- James Naughton
- Patricia Neal
- Bebe Neuwirth
- Cynthia Nixon
- Janis Paige
- Anna Paquin
- Rosie Perez
- Joe Pesci
- Bernadette Peters
- David Hyde Pierce
- Oliver Platt
- Jonathan Pryce
- Sara Ramirez
- Molly Ringwald
- Chita Rivera
- Paul Rudd
- Mark Ruffalo
- Julia Roberts
- Liev Schreiber[4]
- Kyra Sedgwick
- Paul Shaffer
- Martin Short[4]
- Tom Skerritt
- Jamie-Lynn Sigler
- John Tartaglia
- Richard Thomas
- Stanley Tucci
- Rita Wilson
- Oprah Winfrey
- Alfre Woodard

## Fordítás
- Ez a szócikk részben vagy egészben  a(z)   60th Tony Awards című angol Wikipédia-szócikk fordításán alapul.  Az eredeti cikk szerkesztőit annak laptörténete sorolja fel. Ez a jelzés csupán a megfogalmazás eredetét és a szerzői jogokat jelzi, nem szolgál a cikkben szereplő információk forrásmegjelöléseként.